# Gạo vàng

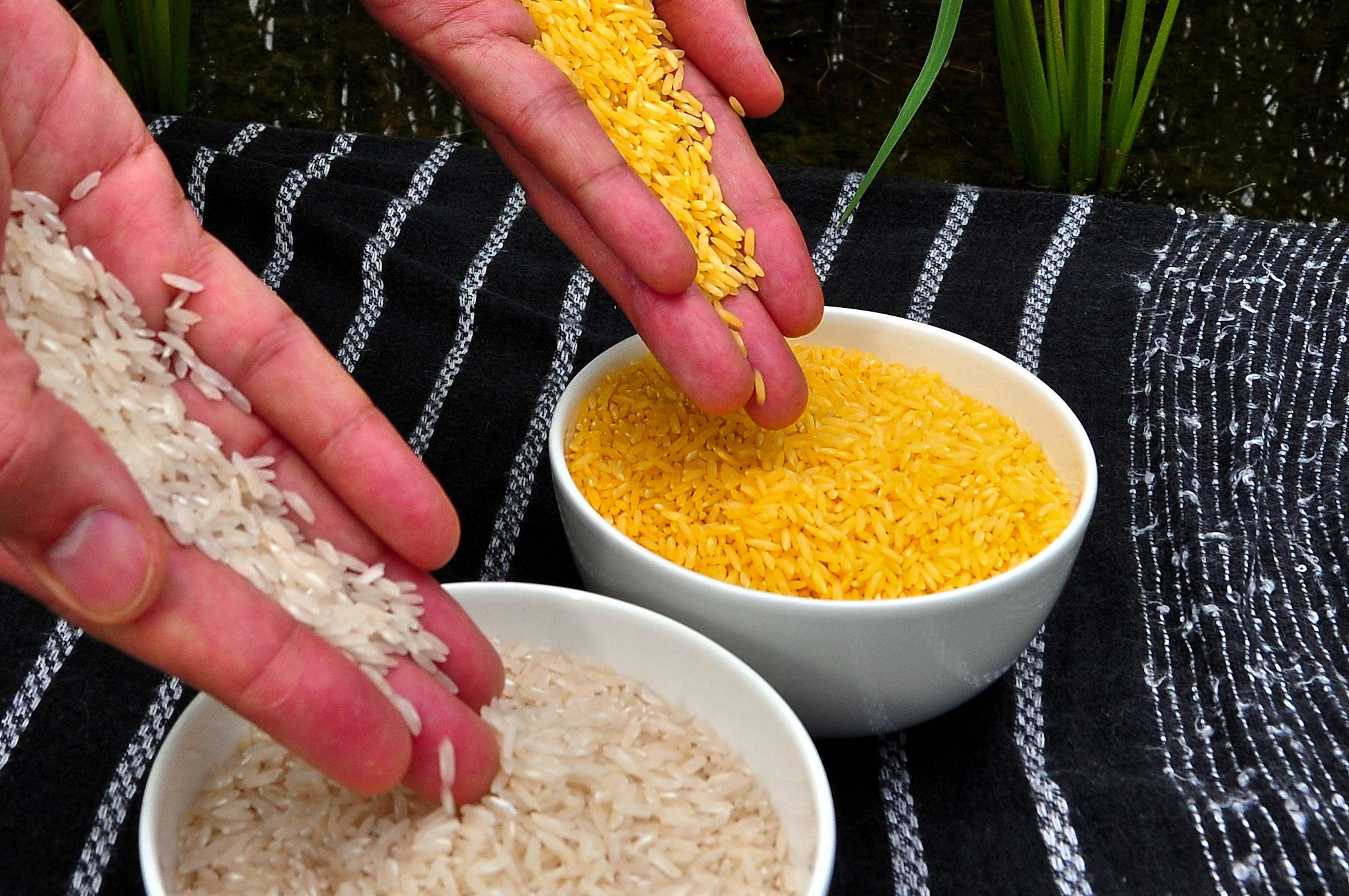
Gạo vàng (bên phải) với gạo trắng (trái)

Gạo vàng là một giống gạo được tạo ra từ công nghệ biến đổi gen và được xếp vào nhóm những loại thực phẩm biến đổi gen, nó là một loại cây trồng được biến đổi gene để tạo ra beta-carotene, một chất được cơ thể chuyển đổi thành vitamin A. Gạo vàng phiên bản 2 vào năm 2006 có hàm lượng beta-carotene hay còn gọi là tiền vitamin A cao gấp 23 lần so với gạo vàng thông thường.

## Tổng quan
Giống gạo này nhà giáo kiêm nhà nghiên cứu sinh học Ingo Potrykus chế tạo. Gạo vàng có chứa nhiều các chất các chất cần thiết như sắt, kẽm, các loại khoáng chất và đặc biệt là vitamin A. Giống gạo vàng đã sẵn sàng để gieo trồng vào năm 2002. Nó là một loại cây trồng biến đổi gen và chính vì vậy mà vấp phải sự phản đối, nghi ngại ở một số nước.
Sau khi sản xuất thành công gạo vàng, đến nay, gạo vàng đã có phiên bản thứ hai của nó, phiên bản mới một loại gạo chuyển gien chứa hàm lượng tiền vitamin A cao gấp 20 lần so với gạo vàng thông thường. Gạo vàng 2 có chứa một phiên bản của chất quang hợp được lấy từ ngô và có chức năng tạo ra beta-carotene. Đây là enzim có thể tạo ra nhiều beta-carotene nhất trong tất cả các loại enzim được nghiên cứu.
Theo uớc tính, loại gạo vàng mới này sẽ cung cấp trên 50% hàm lượng vitamin A được đề nghị sử dụng hàng ngày cho trẻ nhỏ so với loại gạo vàng ban đầu.

## Nơi trồng chủ yếu
Giống gạo vàng là giống gạo cung cấp nhiều beta caroten hơn giống gạo truyền thống. Do vậy được trồng nhiều ở khu vực châu phi nhằm bổ sung vitamin A cho trẻ em châu Phi